# Koerneria
Koerneria is een geslacht van entomopathogene rondwormen, die tot de familie Diplogastridae behoren.
De Dufourklieren van Colletes thoracicus (Colletidae) vrouwtjes uit Maryland bleken geïnfecteerd te zijn met de larven van een nieuw soort rondworm behorend tot Koerneria en de klieren in de buikholte van de vrouwelijke Andrena alleghaniensis (Andrenidae) uit New York bleken geïnfecteerd te zijn met de larven van een andere Koerneria-soort.

## Soorten
- Koerneria falcespicula
- Koerneria filicaudata (Khera, 1970) Andrassy, 1984
- Koerneria mordax
- Koerneria pararmatus (Schneider, 1938) Sudhaus & von Lieven, 2003
- Koerneria ruehmi